# Лильефорс, Сильвия
Си́львия Мариа́нна Ма́льмберг Лильефо́рс (швед. Sylvia Marianne Malmberg Liljefors, урожд. Си́львия Ма́льмберг, швед. Sylvia Malmberg, известна также как Си́львия Ма́льмберг-Лильефо́рс, швед. Sylvia Malmberg-Liljefors; род. 9 ноября 1944, Стокгольм) — шведская кёрлингистка.
В составе женской сборной Швеции участвовала в чемпионате мира 1984 (заняли седьмое место). В составе женской ветеранской сборной Швеции участвовала в одиннадцати чемпионатах мира среди ветеранов (дважды чемпионы). Чемпионка Швеции среди женщин (1984).
Играла на позиции первого.
В 2005 введена в Зал славы шведского кёрлинга (швед. Stora Curlare).

## Достижения
- Чемпионат Швеции по кёрлингу среди женщин: золото (1984).
- Чемпионат мира по кёрлингу среди ветеранов: золото (2006, 2007), серебро (2004, 2011), бронза (2005, 2009, 2010, 2012, 2013).

## Команды
| Сезон   | Четвёртый                 | Третий          | Второй          | Первый            | Запасной                                  | Турниры                      |
| ------- | ------------------------- | --------------- | --------------- | ----------------- | ----------------------------------------- | ---------------------------- |
| 1983—84 | Ингрид Тидевалль-Мельдаль | Анн-Катрин Черр | Астрид Бломберг | Сильвия Мальмберг |                                           | ЧШЖ 1984 · ЧМ 1984 (7 место) |
| 2003—04 | Ингрид Мельдаль           | Анн-Катрин Черр | Inger Berg      | Сильвия Мальмберг | Биргитта Тёрн тренер: Гунилла Бергман     | ЧМВ 2004                     |
| 2004—05 | Ингрид Мельдаль           | Анн-Катрин Черр | Inger Berg      | Сильвия Мальмберг | Биргитта Тёрн тренер: Гунилла Бергман     | ЧМВ 2005                     |
| 2005—06 | Ингрид Мельдаль           | Анн-Катрин Черр | Inger Berg      | Сильвия Мальмберг | Биргитта Тёрн тренер: Гунилла Бергман     | ЧМВ 2006                     |
| 2006—07 | Ингрид Мельдаль           | Анн-Катрин Черр | Биргитта Тёрн   | Inger Berg        | Сильвия Лильефорс тренер: Гунилла Бергман | ЧМВ 2007                     |
| 2007—08 | Ингрид Мельдаль           | Анн-Катрин Черр | Биргитта Тёрн   | Сильвия Лильефорс | Inger Berg тренер: Гунилла Бергман        | ЧМВ 2008 (6 место)           |
| 2008—09 | Ингрид Мельдаль           | Анн-Катрин Черр | Anta Hedström   | Сильвия Лильефорс | Gunilla Bergman                           | ЧМВ 2009                     |
| 2009—10 | Ингрид Мельдаль           | Анн-Катрин Черр | Биргитта Тёрн   | Сильвия Лильефорс | тренер: Olof Liljefors                    | ЧМВ 2010                     |
| 2010—11 | Ингрид Мельдаль           | Анн-Катрин Черр | Биргитта Тёрн   | Сильвия Лильефорс | тренер: Гунилла Бергман                   | ЧМВ 2011                     |
| 2011—12 | Ингрид Мельдаль           | Анн-Катрин Черр | Биргитта Тёрн   | Сильвия Лильефорс | Marie Lehander тренер: Гунилла Бергман    | ЧМВ 2012                     |
| 2012—13 | Ингрид Мельдаль           | Анн-Катрин Черр | Биргитта Тёрн   | Сильвия Лильефорс | Marie Lehander тренер: Jan-Erik Kjerr     | ЧМВ 2013                     |
| 2013—14 | Ингрид Мельдаль           | Анн-Катрин Черр | Биргитта Тёрн   | Сильвия Лильефорс | Marie Lehander тренер: Гунилла Бергман    | ЧМВ 2014 (4 место)           |

(скипы выделены полужирным шрифтом)